# Fabián Espíndola
Pour les articles homonymes, voir Espíndola.
Fabián Espíndola est un footballeur argentin né le 4 mai 1985 à Villa de Merlo dans la province de San Luis. Il joue au poste d'attaquant.

## Carrière
Le 7 mars 2013, Espíndola inscrit un doublé contre les Timbers de Portland pour son premier match sous les couleurs des Red Bulls de New York, le match se termine sur le score de 3-3.
En fin de contrat avec les Red Bulls, Espindola est recruté via le système de repêchage de la MLS par le D.C. United le 18 décembre 2013.

## Palmarès
- Real Salt Lake:
  - Major League Soccer: Champion en 2009
- New York Red Bulls:
  - Supporters' Shield: Vainqueur en 2013[2]